# Xã Mill Creek, Quận Polk, Arkansas
Xã Mill Creek (tiếng Anh: Mill Creek Township) là một xã thuộc quận Polk, tiểu bang Arkansas, Hoa Kỳ. Năm 2010, dân số của xã này là 231 người.